# Dorfkirche Greifenhain (Drebkau)

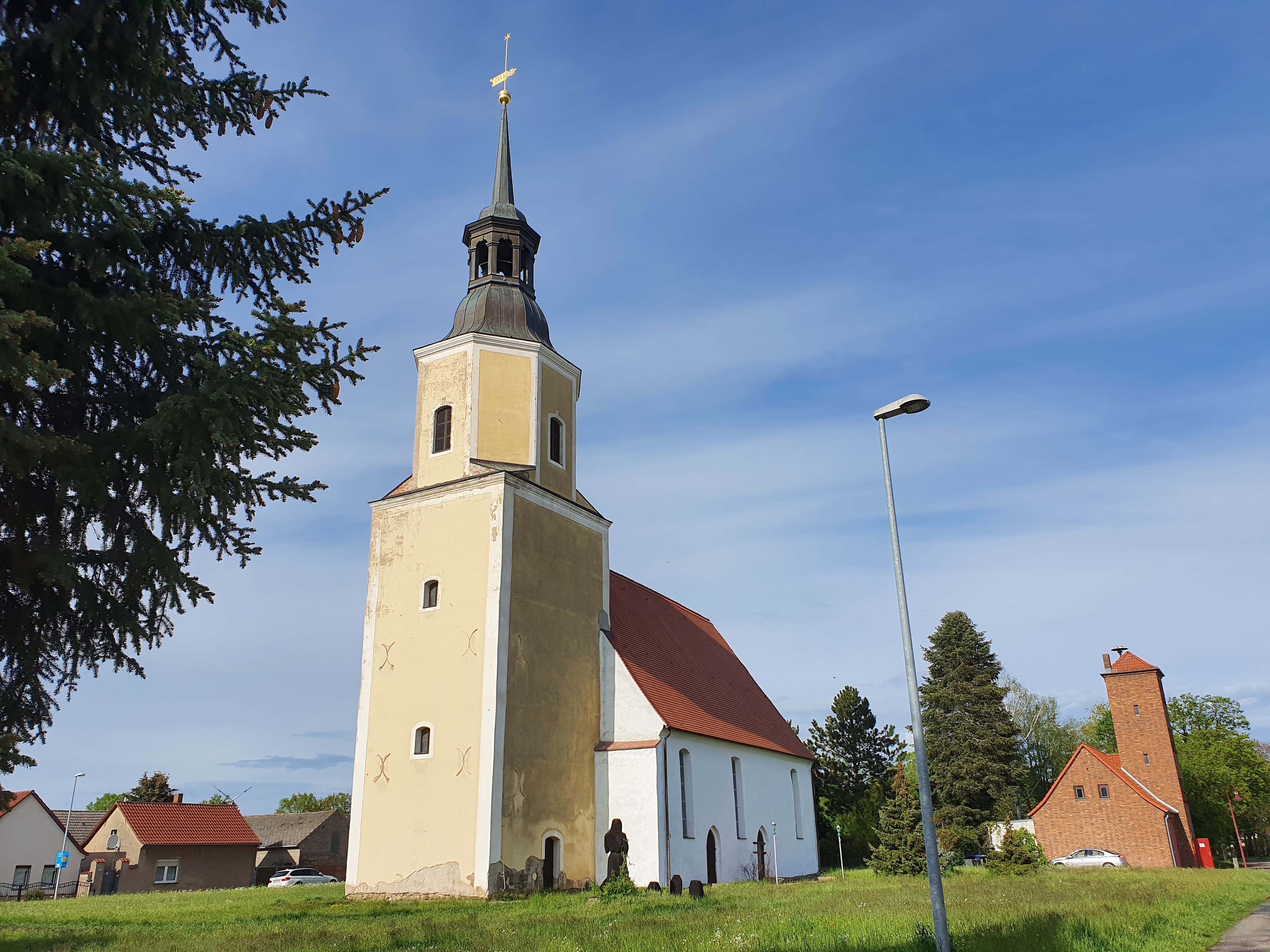
Dorfkirche Greifenhain von Südwesten (2021)

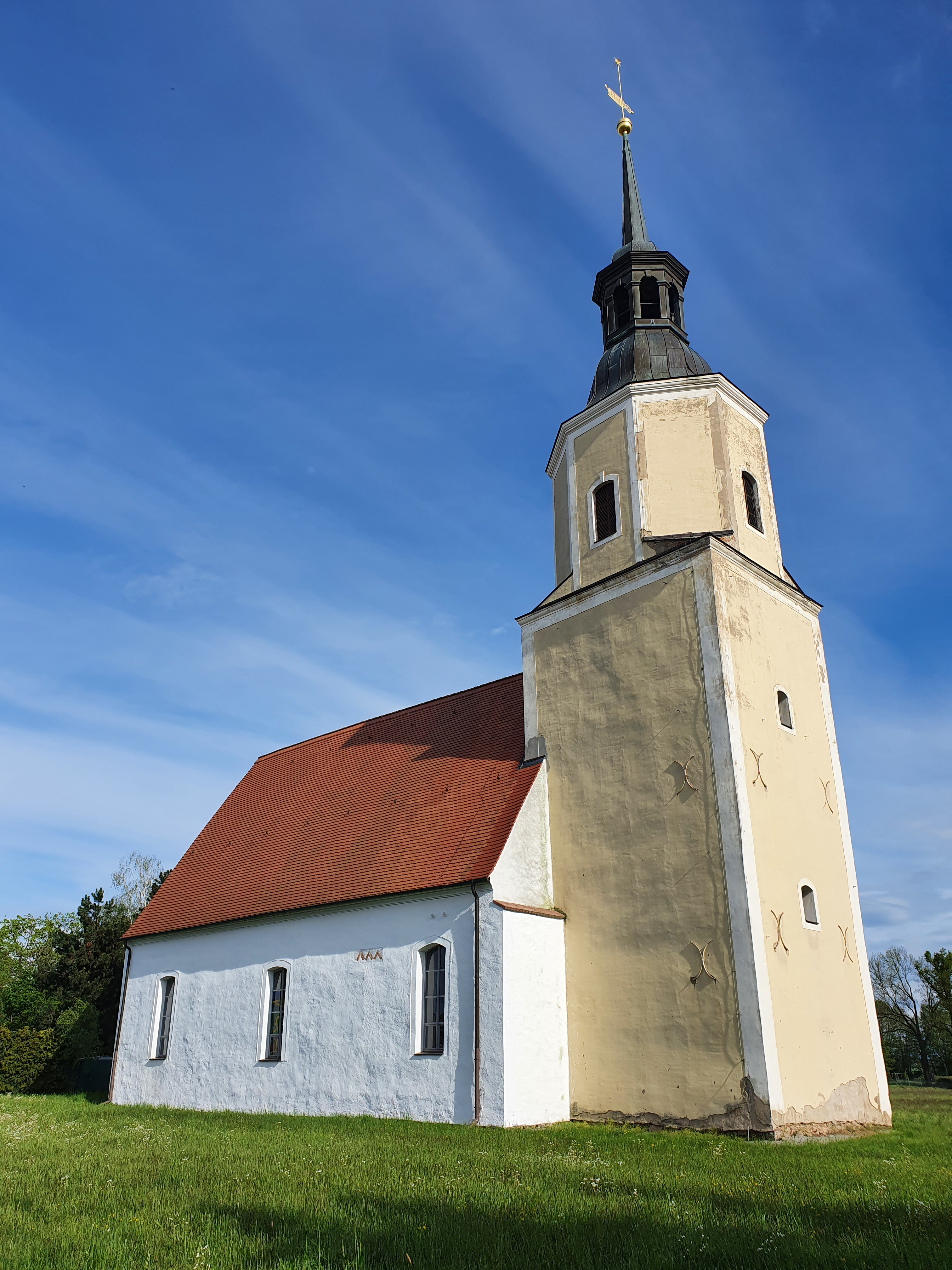
Dorfkirche Greifenhain von Nordwesten (2021)

Die Dorfkirche Greifenhain ist das Kirchengebäude in dem zur Stadt Drebkau gehörenden Ortsteil Greifenhain im Landkreis Spree-Neiße in Brandenburg. Es gehört der Kirchengemeinde Greifenhain im Kirchenkreis Cottbus, der Teil der Evangelischen Kirche Berlin-Brandenburg-schlesische Oberlausitz ist. Die Kirche steht unter Denkmalschutz.

## Architektur und Geschichte
Die Dorfkirche in Greifenhain wurde zwischen 1286 und 1315 gebaut. Sie ist im Kern ein rechteckiger Feldsteinbau mit quadratischem Westturm. Im Jahr 1720 brannte die Kirche nieder. Im Zuge des Wiederaufbaus wurde sie barockisiert und verfügt seitdem über ihr heutiges Erscheinungsbild. Bei diesen Umbaumaßnahmen wurde der Turm verputzt und erhielt 1724 ein achteckiges Obergeschoss mit Haube, Laterne und Spitzhelm. Außerdem wurden die Schiffsfenster erhöht und erhielten Segmentbögen. Die ursprünglich spitzbogige Dreifenstergruppe an der Ostwand wurde ebenfalls verändert, lediglich der obere Teil des mittleren Fensters blieb erhalten. An der südlichen Wand des Kirchenschiffs hat die Greifenhainer Kirche zwei spitzbogige Portale mit schmiedeeisernen Beschlägen in Rautenmusterform.
An der Südwand befinden sich ein Inschriftgrabstein für den früheren Gutsbesitzer Hans Caspar Maschwitz († 1717) und ein weiterer aus der zweiten Hälfte des 18. Jahrhunderts. Im Inneren hat die Dorfkirche Greifenhain eine Süd- und eine Westempore. In den Jahren 1994 und 1995 wurden der Turm und das Dach der Kirche saniert.

## Kirchengemeinde
Im 19. Jahrhundert war Greifenhain ein Pfarrdorf. Die Dorfkirche wurde neben den Greifenhainern noch von den Bewohnern der Dörfer Buchholz und Radensdorf besucht, die Dorfkirche Ressen mit den Dörfern Ressen, Leeskow und Lubochow sowie die Dorfkirche Illmersdorf gehörten als Filialkirchen ebenfalls zu Greifenhain. Als Arnošt Muka die Kirchengemeinde Greifenhain Anfang der 1880er Jahre besuchte, predigte der damals dort tätige Pfarrer Gósław noch drei bis vier Mal im Jahr in sorbischer Sprache. Zum dreimal jährlich auf Sorbisch stattfindenden Abendmahlsgottesdienst kamen damals jeweils zehn bis zwölf Personen, im Jahr 1862 waren es noch bis zu 70 Besucher gewesen.
Die Kirchengemeinde Greifenhain war der Superintendentur in Calau unterstellt. Das Filialdorf Illmersdorf wechselte nach 1930 in die Kirchengemeinde Leuthen. 1937 war Greifenhain noch dem Kirchenkreis Calau unterstellt. Bis 1945 gehörte die Kirchengemeinde Greifenhain zur Evangelischen Landeskirche der älteren Provinzen Preußens und nach deren Zerfall zur Evangelischen Kirche in Berlin-Brandenburg. Spätestens 1985 gehörte Greifenhain zum Kirchenkreis Senftenberg, der am 1. Juli 1998 im neuen Kirchenkreis Senftenberg-Spremberg aufging. Dieser gehörte ab 2004 zur Evangelischen Kirche Berlin-Brandenburg-schlesische Oberlausitz. Am 1. Januar 2020 wurde der Kirchenkreis Senftenberg-Spremberg aufgelöst, seitdem gehört die Kirchengemeinde Greifenhain zum Kirchenkreis Cottbus. Sie bildet dort zusammen mit fünf weiteren Kirchengemeinden die übergeordnete Kirchengemeinde Welzow.